# 马文丕
马文丕（1948年—），东乡族，中华人民共和国政治人物、第十一届全国政协委员。
担任甘肃省临夏州政协副主席、临夏州侨联副主席。2008年，当选第十一届全国政协委员，代表少数民族界，分入第四十九组。